# 本庄繁長之亂
本庄繁長之亂（日语：／ Honjōshigenaganoran）是在永祿11年（1568年）4月至翌年（1569年）3月間，本庄城城主本庄繁長和上杉輝虎（後來的謙信）之間的戰事。

## 經過

### 起因
永祿4年（1561年），在輝虎（當時名為政虎）與甲斐國的武田信玄戰鬥（第四次川中島之戰）的軍議中，上杉家臣長尾藤景批評政虎的戰術，此後二人對立。永祿11年（1568年），受輝虎所命的本庄繁長以祝宴為名，引誘並誅殺藤景、景治兄弟，而繁長自身亦手部受傷。雖然計畫成功，但沒有得到輝虎任何恩賞。繁長因此感到不滿，加上打算阻止輝虎上洛的信玄密通，於是繁長計畫謀反。輝虎為了令被畠山七人眾流放的畠山義續、義綱父子能返回能登國，親自率軍前往越中國攻擊七人眾方的神保氏張的居城守山城。繁長乘機召集對輝虎不滿的國人眾，於是向各國人眾發送密書。主要國人眾有同族的鮎川盛長、以及揚北眾的色部勝長、黑川實氏、中條景資（鳥坂城城主）。不過因為景資直接向輝虎報告，繁長謀反的計畫被發現。於是輝虎立即返回春日山城（現今新潟縣上越市），並準備攻略繁長的居城本庄城（現今新潟縣村上市）。因為輝虎行動迅速，本庄一族的鮎川盛長向輝虎發誓忠誠，色部、黑川等揚北眾亦逐漸投向輝虎。因此，繁長被迫在信玄的援軍到達前，堅守城池。

### 被圍、降服
同年（1568年）7月，信玄攻略上杉方的飯山城，不過因為要專注於攻略駿河國，並無積極攻勢，因此沒有繼續向上杉領地進軍。另外，庄內地方的大寶寺義增亦沒有支援繁長的反亂。對此，輝虎先向大寶寺方出兵，令義增降伏並派出兒子義氏為人質。輝虎在掃清支援本庄的勢力後，於11月中旬進軍，並包圍本庄城。
翌年1月10日（1569年2月7日），繁長夜襲並擊殺輝虎軍的色部勝長。不過本庄城的防備已經到達極限，繁長在1月中旬，開始尋求伊達氏、蘆名氏為仲介，謀求講和。2月下旬至3月初旬期間，繁長向輝虎派出嫡男千代丸（後來的顯長）為人質，並以一時蟄居為條件，達成講和。雖然對輝虎發起謀反並降伏，繁長在上杉家中的勢力和影響力仍然持續。